# ビュートシャー統監
ビュートシャー統監（ビュートシャーとうかん、英語: Lord Lieutenant of Buteshire）は、イギリスの官職。統監の1つで、ビュートシャーを担当する。1789年に勃発したフランス革命がヨーロッパ諸国に飛び火するとともに1792年にはスコットランド各地で暴動がおこり、地方政府の対応に不満を感じたイギリス政府は1794年にイングランドの統監職をスコットランドでも常設職として設立した。1973年地方政府（スコットランド）法でスコットランドの地方自治体再編が行われ、再編に伴う1975年統監令（The Lord-Lieutenants Order 1975）によりアーガイル・アンド・ビュート統監に統合された。

## 一覧
- 1794年3月17日 – 1814年11月16日：第4代ビュート伯爵ジョン・ステュアート（のち初代ビュート侯爵）[3]
- 1815年1月2日 – 1848年3月18日：第2代ビュート侯爵ジョン・クライトン＝ステュアート（英語版）[3]
- 1848年4月17日 – 1859年9月7日：パトリック・クライトン＝ステュアート卿（英語版）[3]
- 1859年11月14日 – 1891年10月24日：ジェームズ・フレデリック・ダドリー・クライトン＝ステュアート（英語版）[3]
- 1892年2月13日 – 1900年10月9日：第3代ビュート侯爵ジョン・クライトン＝ステュアート（英語版）[3]
- 1901年1月1日 – 1905年：アンドルー・グラハム・マレー（英語版）（のち初代ダネディン男爵）[3]
- 1905年3月31日 – 1920年：第4代ビュート侯爵ジョン・クライトン＝ステュアート（英語版）[3]
- 1920年6月24日 – 1953年：グラハム侯爵ジェームズ・グラハム（英語版）（のち第6代モントローズ公爵）[3]
- 1953年4月15日 – 1957年8月18日：コラム・クライトン＝ステュアート卿（英語版）[3]
- 1958年6月12日 – 1963年：ロバート・クライトン＝ステュアート卿[3]
- 1963年7月19日 – 1967年6月23日：ロナルド・グラハム（英語版）[3]
- 1967年10月12日 – 1975年3月19日：第6代ビュート侯爵ジョン・クライトン＝ステュアート（英語版）[2][3]